# Pré-d'en-Haut
Pré-d'en-Haut est un quartier du village de Memramcook, au Nouveau-Brunswick. Il a été un district de services locaux depuis le 9 novembre 1966, avant d'être fusionné à d'autres, le 8 mai 1995, pour former le nouveau village de Memramcook.

## Géographie
Pré-d'en-Haut est situé au flanc des Grandes Buttes, sur la rive gauche de la rivière Petitcodiac.
Avant la fusion, Pré-d'en-Haut comprenait aussi les quartiers de Dover, Gautreau-Village, Belliveau-Village et Boudreau-Village.